# Auriol Guillaume
Pour les articles homonymes, voir Guillaume.
Auriol Guillaume (né à Saint-Denis le 14 octobre 1979) est un footballeur français. C'est un défenseur qui a passé le début de sa carrière à l'En Avant de Guingamp.
Il restera dans les annales du football grâce à son but acrobatique inscrit face au PSG de Ronaldinho en lors de la saison 2002-2003. Les Guingampais gagnèrent 3 à 2 grâce entre autres à cette réalisation de la tête, à la suite d'un saut d'une rare détente.
D'ascendance guadeloupéenne, il est sélectionné avec l'équipe de Guadeloupe de football le 31 mars 2009 face au SM Caen à l'occasion d'un match préparatoire à la Gold Cup 2009.

## Carrière
- 1999-2000 : EA Guingamp  France D2
- 2000-2004 : EA Guingamp  France D1
- 2004-2005 : EA Guingamp  France D2
- 2005-2007 : ES Troyes AC  France D1
- 2007-2010 : ES Troyes AC  France D2
- 2010-2011 : AS Beauvais  France NAT
- 2011-2012 : AS Cannes  France CFA